# O Tio Marcos d'a Portela

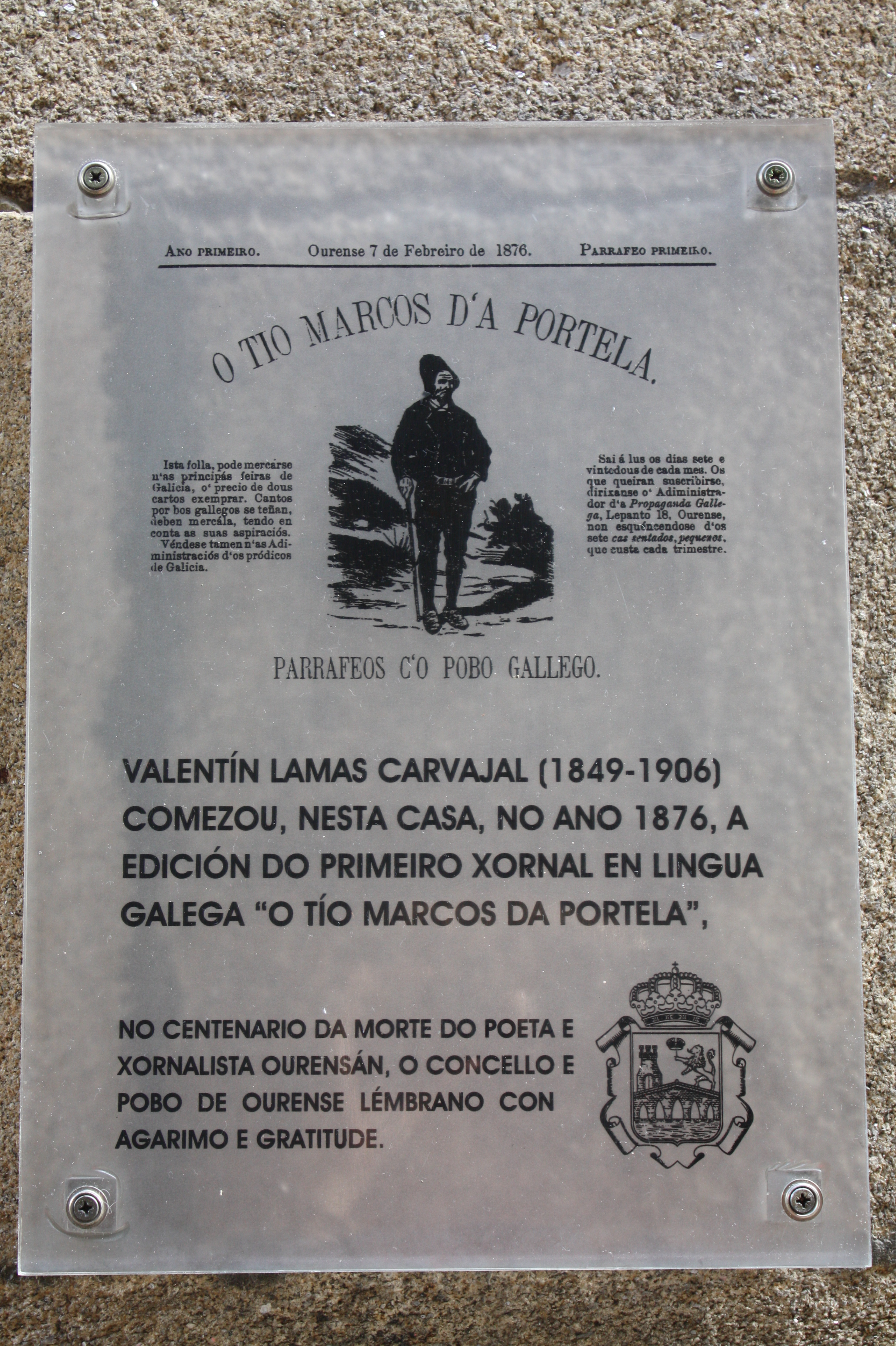
Placa col·locada a la casa on es va començar a imprimir el periòdic, al carrer Lepanto, 18, de Ourense.

O Tio Marcos d'a Portela, va ser una publicació apareguda per primera vegada al 1876, sent editat en Ourense por Valentín Lamas Carvajal. Va ser la primera publicació periòdica monolingüe en gallec.